# Gromnik (województwo małopolskie)
Gromnik – wieś w Polsce położona w województwie małopolskim, w powiecie tarnowskim, w gminie Gromnik, nad Białą.
W latach 1954–1972 wieś należała i była siedzibą władz gromady Gromnik. W latach 1975−1998 miejscowość położona była w województwie tarnowskim. Miejscowość jest siedzibą gminy Gromnik.
We wsi krzyżują się dwie drogi wojewódzkie: 977 i 980.

## Toponimia
Plan Odnowy Miejscowości Gromnik podaje, że etymologia nazwy wsi jest niejasna, prawdopodobnie pochodzi od „miejsca, w które często uderzały gromy lub pioruny” lub gdzie „grzmiąco (głośno) płynie rzeka lub potok”. W gwarze góralskiej słowo „gronik” oznacza wierzchołek góry. Gromnik znajduje się u stóp góry zwanej Starościna (326 m n.p.m.).

## Części wsi
| SIMC    | Nazwa     | Rodzaj    |
| ------- | --------- | --------- |
| 0820588 | Berdechów | część wsi |
| 0820594 | Góry      | część wsi |
| 0820602 | Moczarka  | część wsi |
| 0820619 | Pozna     | część wsi |
| 0820625 | Szydłówki | część wsi |
| 1051034 | Zadole    | część wsi |
| 0820631 | Zalesie   | część wsi |
| 0820648 | Zawodzie  | część wsi |

## Historia
W pierwszych wzmiankach o Gromniku pochodzących z 1288 r. dowiadujemy się, że otrzymał on prawo osady od opactwa w Tyńcu według prawa niemieckiego, za zgodą Władysława Łokietka. W dokumencie spisanym w Tuchowie w 1334 r. wymienione jest sołectwo Gromnik. Pierwszy raz jako parafia, Gromnik wymieniony jest w Wykazie zbiórki „Denara Św. Piotra” w dokumencie z roku 1848. Pewne informacje o parafii i kościele w Gromniku podaje ksiądz Jan Długosz w relacjach Liber beneficjorum z 1480 r. Gromnik należy wtedy do diecezji krakowskiej, znajduje się w nim kościół parafialny zbudowany z drewna a poświęcony św. Marcinowi. Stanowi własność Benedyktynów z Tyńca. Do parafii gromnickiej należą wówczas Chojnik i Golanka.
W 1490 r. parafia Gromnik należy do dekanatu bobowskiego. Właścicielem Gromnika jest wówczas Jan Wojnarowski. W wieku XVI Gromnik był w rękach rodziny Wielopolskich. W 1780 r. właścicielem Gromnika był Joachim Sobolewski, a parafia gromnicka należy w tym okresie do dekanatu pilzneńskiego. Córka J. Sobolewskiego wyszła za mąż za Ignacego Dzwonkowskiego, sędziego ziemskiego w Pilźnie. Rodzina Dzwonkowskich była właścicielem dworu i ziem gromnickich przez cały wiek XIX i początek XX. Feliks Dzwonkowski był kolatorem miejscowego kościoła. Założona w 1805 r. i prowadzona przez niego w Gromniku stadnina koni była uznawana w tamtym czasie za jedną z największych w Monarchii Austro-węgierskiej. Następnie właścicielem Gromnika był Edward Dzwonkowski, który zmarł 3.IX.1887 r. i pochowany został na cmentarzu przy kościele gromnickim.
W Słowniku Geograficznym Królestwa Polskiego z  drugiej połowy XIX wieku napisano:

…Gromnik z Siedłowicami (Szydłówki), wieś nad Białą, w powiecie tarnowskim, ma parafią rzym. katol. (dekanatu Tuchowskiego), liczy 1882 katolików, 42 izraelitów. Kościół drewniany, erekcyi niewiadomej, roku 1750 konsekrowany pw. św. Marcina, posiada akta od roku 1785), stacyą kolei tarnowsko-leluchowskiej (między Tuchowem a stacyą Bogoniowice – Ciężkowice, o 32 kilometry od Tarnowa), urząd pocztowy i telegraficzny i szkołę ludową jednoklasową. Mieszkańców ma 1136, między nimi 80 Żydów. Większa posiadłość (Edward Dzwonkowski) wynosi 542 mórg (...) roli, 33 mórg. łąk i ogrodów, 28 pastwisk i 387 mórg lasu; mniejsza posiadłość 747 mórg roli, 62 mórg łąk i ogrodów, 163 mórg pastw. i 208 mórg lasu. G. należał w XV w. (Lib. benef. Długosza, III, 200) do klasztoru tęczyńskiego…

…Późna (dzisiaj przysiółek – Pozna) osada należąca do Gromnika, powiat tarnowski, w okolicy podgórskiej i lesistej, nad Białą, liczy 55 domów i 281 mieszkańców rzymsko-katolickich. Istniała już w 1581 r. Jako osobna wieś i była własnością Fel. Wielopolskiego, tak samo jak Gromnik, miała zaś 4 łany kmiece, 6 zagrodników bez roli, 1 komornika z bydłem i 1 komornika bez bydła…

Pod koniec XIX w. część wsi nosiła nazwę Równia.
Około 1870 Dzwonkowski rozbudował skromną siedzibę dworską. Po jego śmierci dwór pozostawał w rękach wdowy Anny Dzwonkowskiej, a po jej śmierci córki sprzedały dwór i wieś. Następnie przechodził przez ręce różnych właścicieli. Byli nimi: Piotr Bielecki, Jan Chwalibóg. W lutym 1927 r. właścicielem dworu został emerytowany major Włodzimierz Olszewski. W 1937 r. właścicielami Gromnika zostają Jerzy i Maria Magdalena Szczanieccy. Na cmentarzu przy drewnianym kościele został pochowany ojciec Marii, prof. Michał Rostworowski, który zmarł w Gromniku dnia 24 marca 1940 r. jako urzędujący sędzia Stałego Trybunału Sprawiedliwości Międzynarodowej w Hadze.
W 1945 r. odbyła się parcelacja majątku dworskiego w Gromniku. Budynek dworski został przeznaczony na szkołę powszechną. Szkoła otrzymała przydział gruntu uprawnego, sad oraz park. W 1954 r. rozbudowano dworek. Nowej szkoły doczekano się dopiero w 1979 r. Gromnik jest w całości zgazyfikowany, ma dostęp do czystej wody ze studni głębinowych, przesyłanej wodociągiem wiejskim, wybudowano nowoczesną oczyszczalnię ścieków i część kanalizacji sanitarnej. Gromnik jest dużą placówką oświatową. Powstał tutaj Zespół Szkół Ogólnokształcących i Zawodowych z atrakcyjną klasą o profilu policyjnym. Budowana jest nowoczesna, pełnowymiarowa hala sportowa.
Gromnik jest ważnym węzłem komunikacyjnym, przecinają się tutaj dwie drogi wojewódzkie, funkcjonuje stacja PKP. Funkcjonuje tutaj kilka ważnych instytucji: Rozdzielnia Gazu Gromnik, Nadleśnictwo Gromnik, Bank Spółdzielczy Rzemiosła O/ Gromnik, Agencja PKO BP, Ośrodek zdrowia, apteki.

## Zabytki
Obiekty wpisane do rejestru zabytków nieruchomych województwa małopolskiego.
- Drewniany kościół pw. św. Marcina;
- zespół dworsko-parkowy;
- cmentarz wojenny nr 145;
- cmentarz wojenny nr 146.

## Religia
W miejscowości ma swoją siedzibę rzymskokatolickiej parafia pw. Najświętszej Maryi Panny Królowej z zabytkowym drewnianym kościołem św. Marcina.

## Osoby związane z miejscowością
- Leon Kieroński – polski nauczyciel, profesor C. K. Gimnazjum w Buczaczu[15].
- Gustaw Edward Przychocki – polski filolog klasyczny, profesor i rektor Uniwersytetu Warszawskiego, profesor Uniwersytetu Jagiellońskiego, członek Polskiej Akademii Umiejętności.
- Edward Dzwonkowski

## Galeria

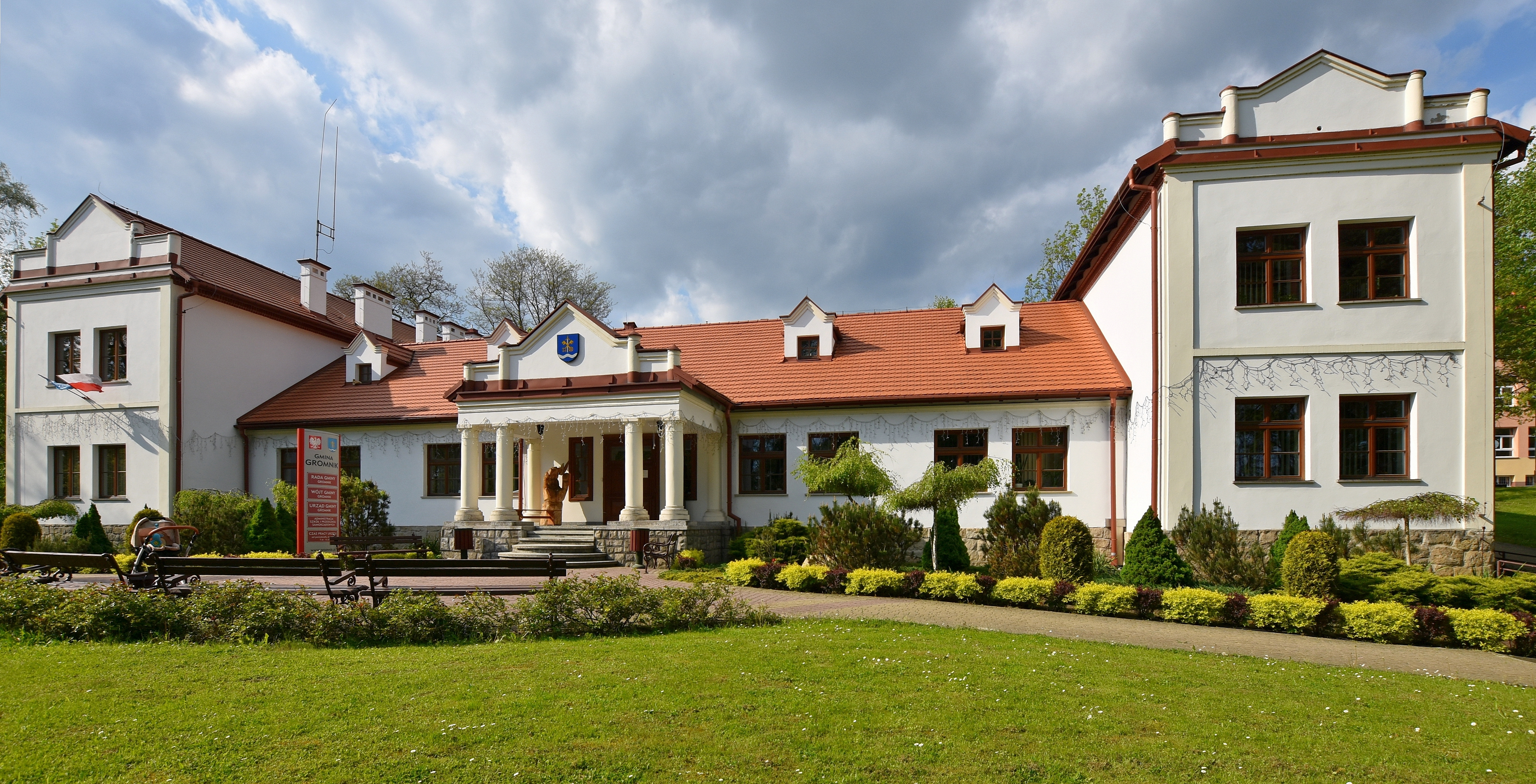
Zabytkowy dwór z herbem
Herb gminy Gromnik
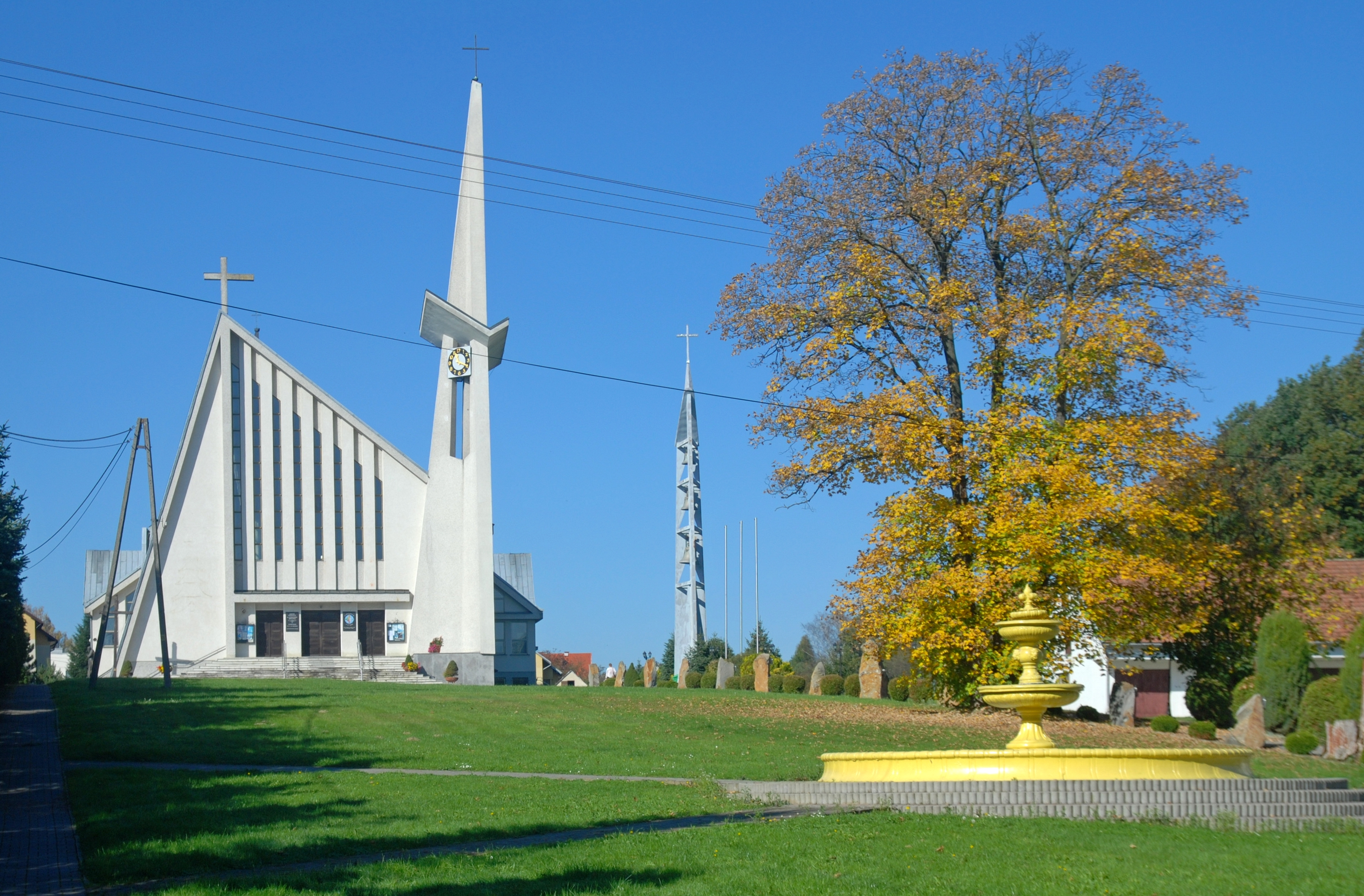
Nowy kościół parafialny
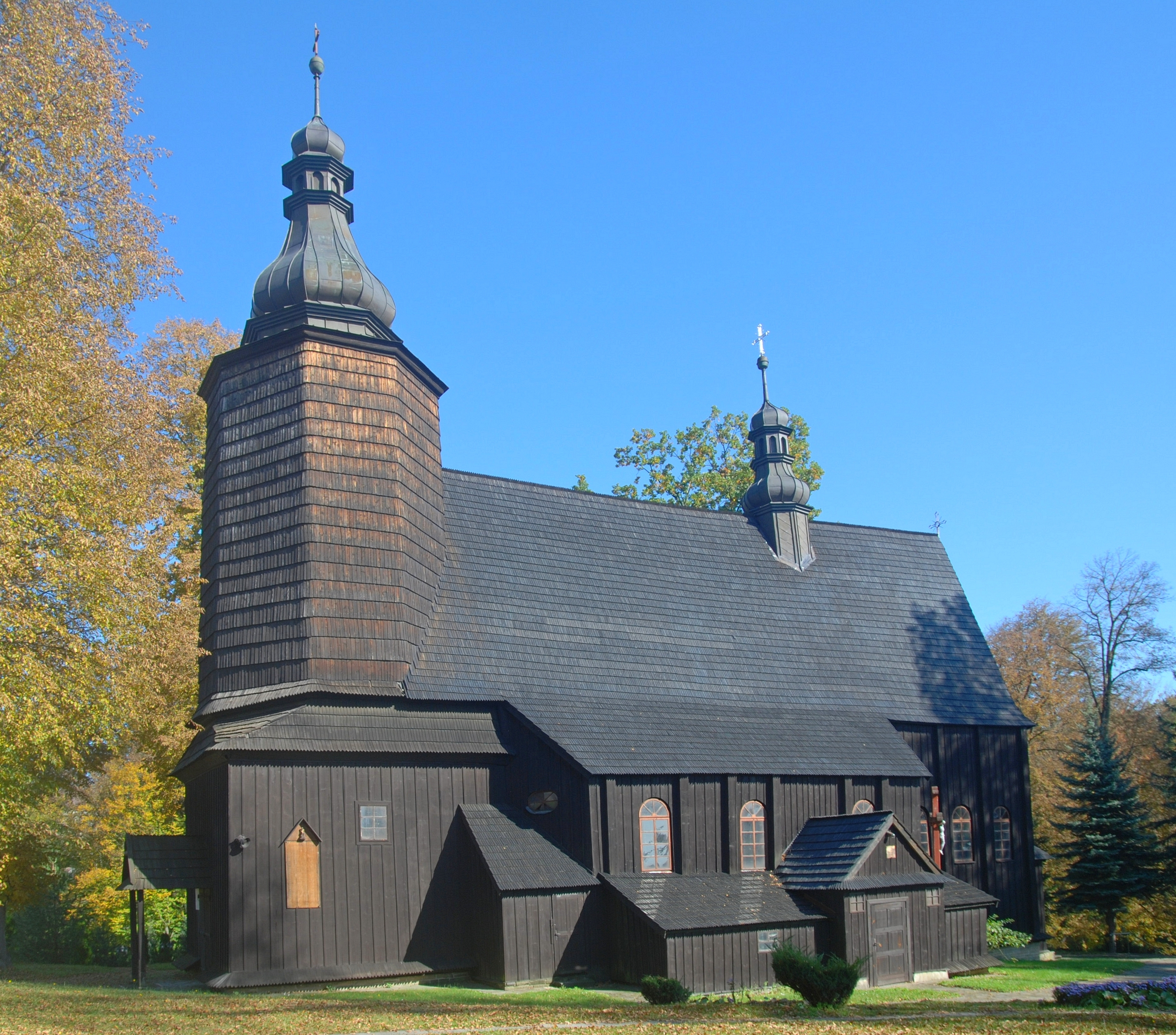
Zabytkowy kościół św. Marcina
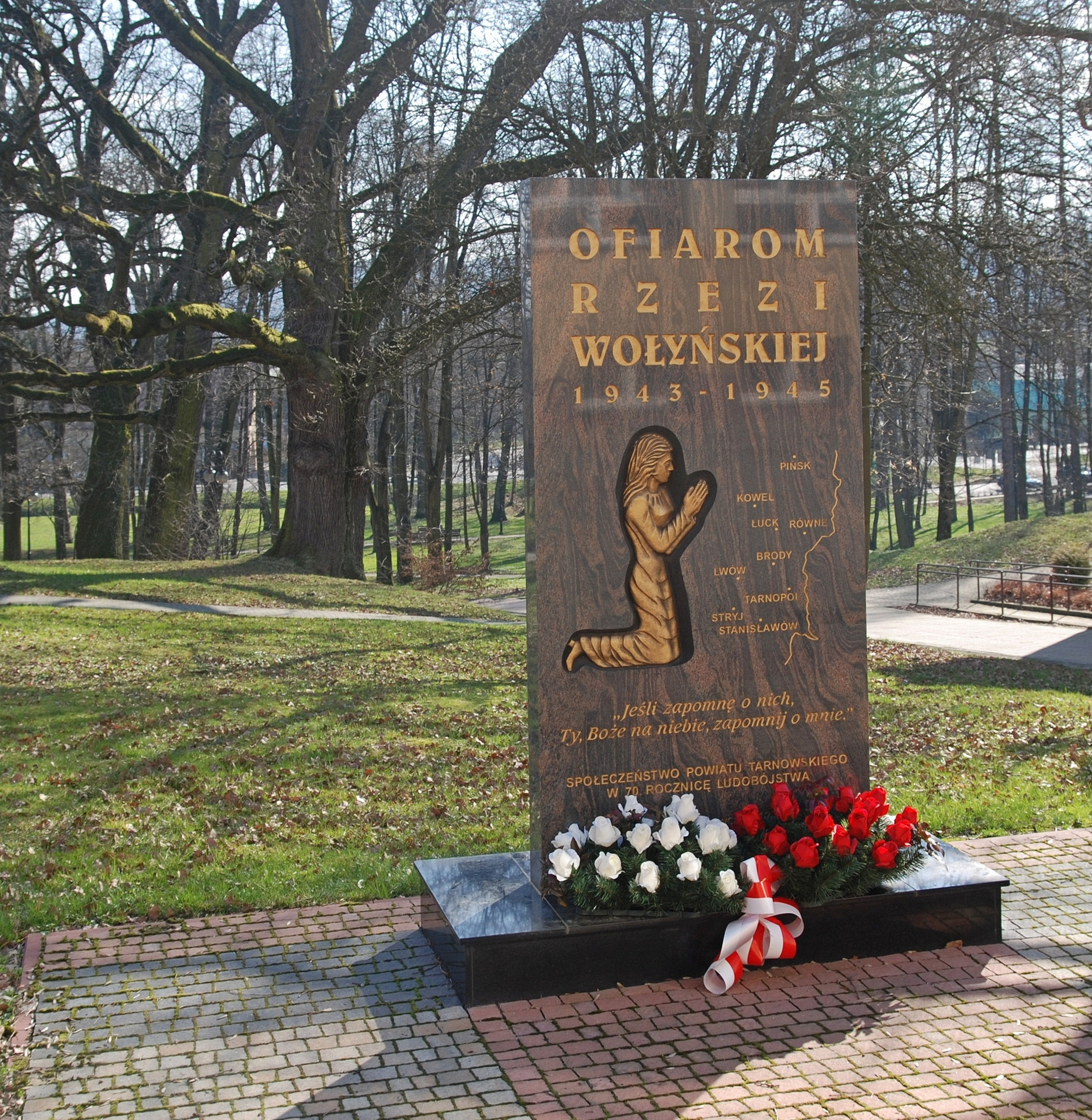
Pomnik wołyński
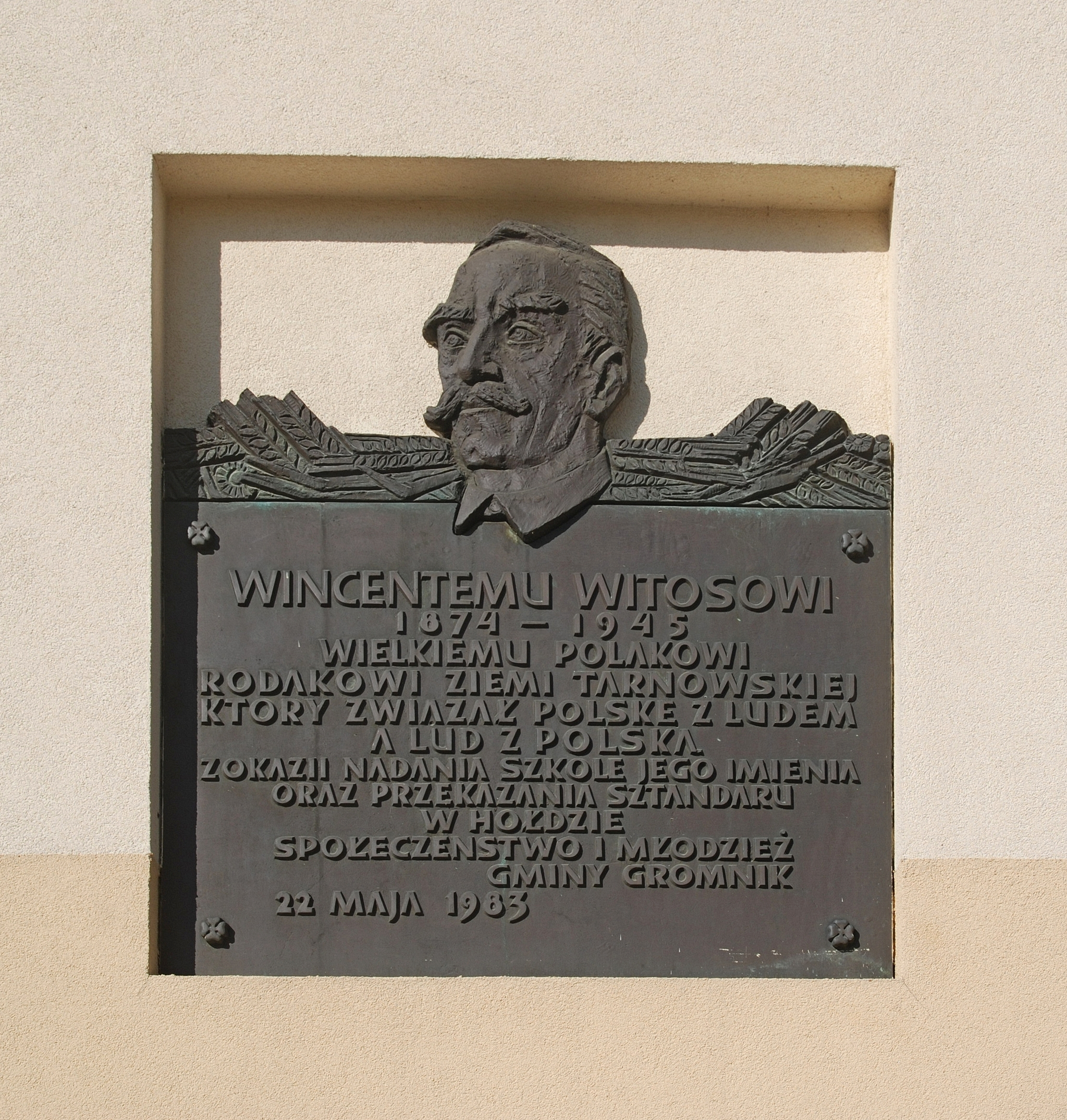
Tablica pamięci na budynku szkoły
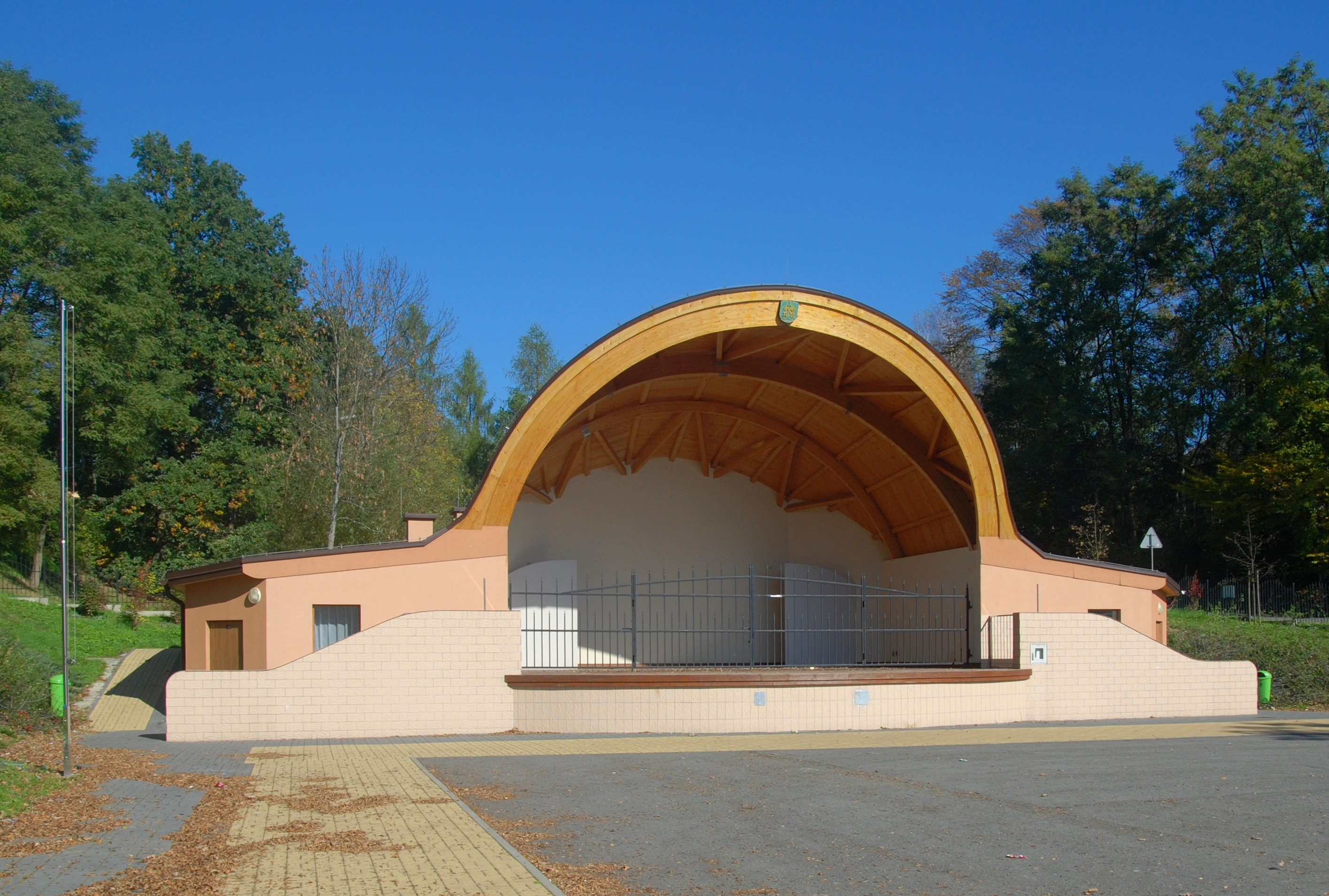
Muszla koncertowa